# Brewster (Washington)
Brewster az Amerikai Egyesült Államok északnyugati részén, Washington állam Okanogan megyéjében elhelyezkedő város. A 2010. évi népszámlálási adatok alapján 2370 lakosa van.
Az 1896-ban alapított Brewster nevét John Bruster telepesről kapta.

## Éghajlat
| Hónap                         | Jan.  | Feb.  | Már.  | Ápr.  | Máj. | Jún. | Júl. | Aug. | Szep. | Okt.  | Nov.  | Dec.  | Év    |
| ----------------------------- | ----- | ----- | ----- | ----- | ---- | ---- | ---- | ---- | ----- | ----- | ----- | ----- | ----- |
| Rekord max. hőmérséklet (°C)  | 17,2  | 20,6  | 23,9  | 30,6  | 37,8 | 40,6 | 41,7 | 40,6 | 38,9  | 31,1  | 21,7  | 12,2  | 41,7  |
| Átlagos max. hőmérséklet (°C) | 0,6   | 5,0   | 12,2  | 17,8  | 22,8 | 26,7 | 31,7 | 31,7 | 26,1  | 17,2  | 6,7   | 0,0   | 16,6  |
| Átlagos min. hőmérséklet (°C) | −6,7  | −5,0  | −1,1  | 2,2   | 6,1  | 9,4  | 12,2 | 11,7 | 7,2   | 1,7   | −2,8  | −7,2  | 2,3   |
| Rekord min. hőmérséklet (°C)  | −28,9 | −26,1 | −18,0 | −12,8 | −5,0 | 1,1  | 1,1  | 2,2  | −4,4  | −16,7 | −27,2 | −29,4 | −29,4 |
| Átl. csapadékmennyiség (mm)   | 38    | 33    | 30    | 19    | 33   | 25   | 14   | 9    | 13    | 23    | 49    | 50    | 336   |
| Forrás: The Weather Channel   |       |       |       |       |      |      |      |      |       |       |       |       |       |

## Népesség
A 2010-es népszámláláskor a városnak 2370 lakója, 699 háztartása és 535 családja volt. A népsűrűség 795,3 fő/km2. A lakóegységek száma 730, sűrűségük 245 db/km2. A lakosok 50,8%-a fehér, 0,3%-a afroamerikai, 2,2%-a indián, 0,2%-a ázsiai,  43%-a egyéb, 3,5%-a pedig kettő vagy több etnikumú. A spanyol vagy latino származásúak aránya 73% (69,4% mexikói, 0,2% Puerto Ricó-i, 0,1% kubai, 3,2% egyéb spanyol vagy latino származású.)
A háztartások 54,5%-ában élt 18 évnél fiatalabb. 52,9% házas, 15,6% egyedülálló nő, 8% egyedülálló férfi, 23,5% pedig nem család. 20,5% egyedül élt; 10%-uk 65 éves vagy idősebb. Egy háztartásban átlagosan 3,31 személy élt; a családok átlagmérete 3,81 fő.
A medián életkor 27,6 év volt. A város lakóinak 35,1%-a 18 évesnél fiatalabb, 11,1% 18 és 24 év közötti, 26,4%-uk 25 és 44 év közötti, 17,2%-uk 45 és 64 év közötti, 10%-uk pedig 65 éves vagy idősebb. A lakosok 50,4%-a férfi, 49,6%-a pedig nő.

## Testvérváros
- Takahagi, Japán[11]

## Fordítás
Ez a szócikk részben vagy egészben  a   Brewster, Washington című angol Wikipédia-szócikk ezen változatának fordításán alapul.  Az eredeti cikk szerkesztőit annak laptörténete sorolja fel. Ez a jelzés csupán a megfogalmazás eredetét és a szerzői jogokat jelzi, nem szolgál a cikkben szereplő információk forrásmegjelöléseként.